# Lotuko (peuple)
Pour les articles homonymes, voir Lotuko.
Les Lotuko sont un peuple d'Afrique de l'Est établi au Soudan du Sud près de la frontière avec l'Ouganda.

## Ethnonymie
Selon les sources, on observe plusieurs variantes : Latouka, Lattuka, Latuka, Latuko, Lotuho, Lotuka, Lotukos, Lotuxo, Lutoko,  
Olotorit, Otuho, Otuko, Otuxo.

## Langue
Leur langue est le lotuko ou otuho, une langue nilotique dont le nombre de locuteurs était estimé à 135 000 en 1977.